# Brescia
Brescia (lombard nyelven Brèsa) város Olaszország Lombardia régiójában. Brescia megye székhelye. Az ország egyik kiemelkedő ipari központja. Turizmusa is jelentős, köszönhetően a Garda-tó valamint az Alpok közelségének. 2017-ben a város és környéke az "Európai Gasztronómiai Régió" projekt része, 2023-ban pedig Bergamóval "Olaszország kulturális fővárosa".
Az ókorban Brixia néven a Római Birodalom egyik jelentős városa volt.

## Fekvése
A város az Alpok lábánál található, nem messze a Garda- és az Iseói-tótól. A Val Trompia völgy bejáratánál fekszik a Monte Maddalena (874 m) és a Colle Cidneo lábainál. A várost a Mella folyó szeli át.

## Éghajlata
| Hónap | Jan.  | Feb.  | Már. | Ápr. | Máj. | Jún. | Júl. | Aug. | Szep. | Okt. | Nov. | Dec.  | Év    |
| --- | ----- | ----- | ---- | ---- | ---- | ---- | ---- | ---- | ----- | ---- | ---- | ----- | ----- |
| Rekord max. hőmérséklet (°C) | 19,9  | 22,0  | 27,3 | 30,6 | 35,3 | 36,2 | 38,2 | 38,4 | 33,3  | 29,0 | 22,8 | 17,0  | 38,4  |
| Átlagos max. hőmérséklet (°C) | 5,0   | 8,5   | 14,2 | 18,6 | 23,1 | 27,8 | 30,3 | 29,4 | 25,1  | 18,5 | 11,6 | 6,8   | 18,3  |
| Átlagos min. hőmérséklet (°C) | −1,5  | 0,3   | 4,9  | 8,8  | 12,7 | 16,7 | 19,0 | 18,4 | 15,1  | 10,0 | 4,5  | 0,6   | 9,2   |
| Rekord min. hőmérséklet (°C) | −19,4 | −14,6 | −9,3 | −2,5 | 0,2  | 5,2  | 9,4  | 8,1  | 3,8   | −5,8 | −8,2 | −15,2 | −19,4 |
| Átl. csapadékmennyiség (mm) | 64    | 64    | 71   | 83   | 105  | 100  | 86   | 101  | 73    | 98   | 87   | 55    | 987   |
| Forrás: Archivio climatico Enea-Casaccia, Ispra (precipitation), Servizio Meteorologico (humidity 1961–1990 and extremes 1951–present recorded at Brescia Ghedi Air Base) |       |       |      |      |      |      |      |      |       |      |      |       |       |

## Történelem
Az ókori kelta vagy etruszk település i. e. 225 körül a Római Birodalomhoz került, i. e. 49-ben municípium lett, majd Augustus császár alatt Colona Civica Augusta Bricia néven említik az írások. A császárok korában Brixia néven továbbra is fontos város volt; erről tanúskodnak a feltárt római kori maradványok, amelyek a legjelentősebbek Észak-Itáliában. A Nyugatrómai Birodalom bukása után Brescia longobárd hercegség lett. A városban született az utolsó longobárd király Desiderius. A város fontos szerepet töltött be a Karolingok alatt is, és a 12. században – mint szabad kommuna és városállam – egyik legerősebb tagja volt a Lombard Ligának; sikeres ellenállást fejtett ki I. és II. Frigyes német-római császár seregeivel szemben. A következő századokban sűrűn váltogatta urait (Da Romano, Pallavicino, Torriani, Scaligeri, Visconti, Malatesta nemesi családok), ezt követően azonban – 1426-tól – békésebb korszak köszöntött Bresciára, ugyanis csaknem három évszázadon át a Velencei Köztársasághoz tartozott. Nem osztozott a szomszédos Milánói Hercegség sorsán, mely a spanyol királyok fennhatósága alá került. Ebben az időszakban élte virágkorát a festészet, amelynek kiemelkedő alakja Vincenzo Foppa (1427–1516) volt. 1797-től az észak-itáliai városok sorsában osztozva, francia fennhatóság alá, majd 1815-től osztrák fennhatóság alá került, az Lombard–Velencei Királyság részeként. 1859-ben a Szárd–Piemonti Királyság szerezte meg, majd 1861-től az egyesült Olasz Királyság részévé vált.

## Demográfia
A népesség számának alakulása:

## Fő látnivalók
A város központját három, egymással teljesen ellentétes jellegű tér alkotja. Első a Piazza Vittoria, melyet modern, árkádos épületek vesznek körül, üzletekkel és kávéházakkal, Marcello Piacentini tervezte őket, 1932-ben. Egyetlen műemléke egy kicsiny templom, a 16. században épült Santa Agata. A Piazza Vittoriától északra fekvő Piazza Loggia reneszánsz házaival a város legszebb tere. A Piazza Duomo a legnagyobb a három tér közül; nagyszerű épületeivel és két szép barokk közkútjával történelmi hangulatot áraszt. A főbb látnivalók ezen három tér körül csoportosulnak:
- Palazzo della Loggia – 1492-ben fogtak az építésébe, 1508-ban felhagytak vele, de még ugyanabban a században folytatták, és 1574-re fel is épült. A földszint gyönyörű, háromívű loggiájának Tommaso Formentone a tervezője. Az emelet Jacopo Sansovino műve. Andrea Palladio, Galeazzo Alessi, Giovanni Antonio Rusconi és Luigi Vanvitelli is dolgoztak az épületen.
- Monte di Pietà – 1484–1597 között velencei reneszánsz stílusban épült, amelynek homlokzatába római kori maradványokat is beépítettek.
- Torre dell’Orologio – a város jelképe. Velencei mintára épült, 1597-ben. Számlapja az órát, a Napot és a Hold állását is mutatja, s az órák számát két acélfigura kongatja.
- Rotonda vagy Duomo Vecchio – a 11–12. században épült dóm egy korábbi román stílusú bazilika helyén épült fel, amelynek maradványai a kriptában láthatók. A dómot a 15. században kápolnákkal bővítették, majd a 19. század elején az egész épületet barokkosították. Az öthajós templom belsejében nyolc pillér tartja a hatalmas, félgömb alakú kupolát. A főoltárt il Moretto festménye, a Mária mennybemenetele díszíti.
- Duomo Nuovo – a régi bazilika mellett áll, méreteit tekintve a város legnagyobb temploma. Az 1596-ban lerombolt San Pietro-bazilika helyén kezdték meg az építését 1604-ben, G. B. Lantana tervei szerint. Építése hosszú ideig tartott, a tervet többször is megváltoztatták, s végül 1825-ben a Francesco Cagnola által tervezett 82 m magas kupola megépítésével fejezték be. A templombelső látnivalói közé tartozik számos Veronese- és Tintoretto-festmény, valamint néhány Calegari-szobor.
- Palazzo Broletto – a 12. század és 15. század között épült. Körbefutó csúcsíves árkádsora a 15. század elejéről való, s a késői gótika stílusjegyeit viseli magán. Az udvaron egy szép barokk kút áll. A palota termeit részben a 14. századból származó, értékes freskók díszítik.
- Biblioteca Queriniana – mintegy 250 000 kötetet tartalmaz, köztük becses ősnyomtatványokat és kéziratokat is. Kódexei közül a legértékesebb egy 4. századi evangélium és egy 1470-ből való Petrarca-kötet.
- Castello – helyén egykor valószínűleg kelta erődítmény állt, mely a Brich nevet viselte, és a rómaiak ezt változtatták át Briciává, majd Brixiává. A városnak a középkorban is itt volt az erődítménye; bástyafalát a két henger alakú toronnyal együtt a Viscontiak és velenceiek építtették. A bástyafalon kívüli kastély a 14–17. századból származik. Az észak felé néző Torre Mirabelle felől a legszebb a kilátás. A vár és a kastély ma a Museo del Risorgimento (A Risorgimento Múzeuma) otthona.
- Pinacoteca Civica Tosio-Martinengo – A Paolo Tosio és Leopoldo Marlinengo által a városnak adományozott gyűjtemény a város egyik legnagyobb látványossága, ahol öbbek között Raffaello, Jacopo Tiepolo, Tintoretto, il Moretto, Lorenzo Lotto és számos bresciai mester művei vannak kiállítva.
- Santa Afra-templom –  A 8. századi templomot a 16. században újjáalakították, majd – a háborús károk miatt – 1945-ben restaurálták. E munkálatok során egy korai keresztény építmény oszlop-, stukkó- és terrakotta maradványai, valamint egy háromhajós, román stílusú templom részletei kerültek felszínre. A mai templom műkincsei, festményei közül kiemelkedik Paolo Veronese alkotása (Szent Afra vértanúsága).
- Teatro Grande – Olaszország legérdekesebb színházépületei közé tartozik. A 18. század elején kezdték építeni és a 19. században fejezték be. Klasszicizáló stílusú, szép előcsarnoka – az első építési periódusból – Antonio Marchetti műve.
- Santa Maria dei Miracoli-templom - A 15. századból származó reneszánsz templom. 1487-ben szerény kápolnát emeltek ezen a helyen egy magánházban talált Madonna-kép számára. Már a következő évben egy nagyobb építmény került a helyébe, amely 1522-ben díszesen faragott márványhomlokzatot kapott. 1581-ben épült fel a jelenlegi háromhajós, négykupolás templom. A Madonna-képeit a főoltár fölött láthatjuk.
- San Francesco-templom - E grandiózus templom 1255 és 1265 között készült lombardiai, román-gótikus stílusban. Tervezője Marco Brescia volt. Háromrészes homlokzata a 14. századból való. A templom igen gazdag festményekben, szobrokban, műkincsekben.
- Santa Maria della Pace-templom – 13. században épült, homlokzata azonban befejezetlen.
- Capitolium-templom – a Piazza del Forón áll. A 73-ban Vespasianus császár által építtetett templom az egyik legjelentősebb lombardiai római kori emlék.

## A város képei

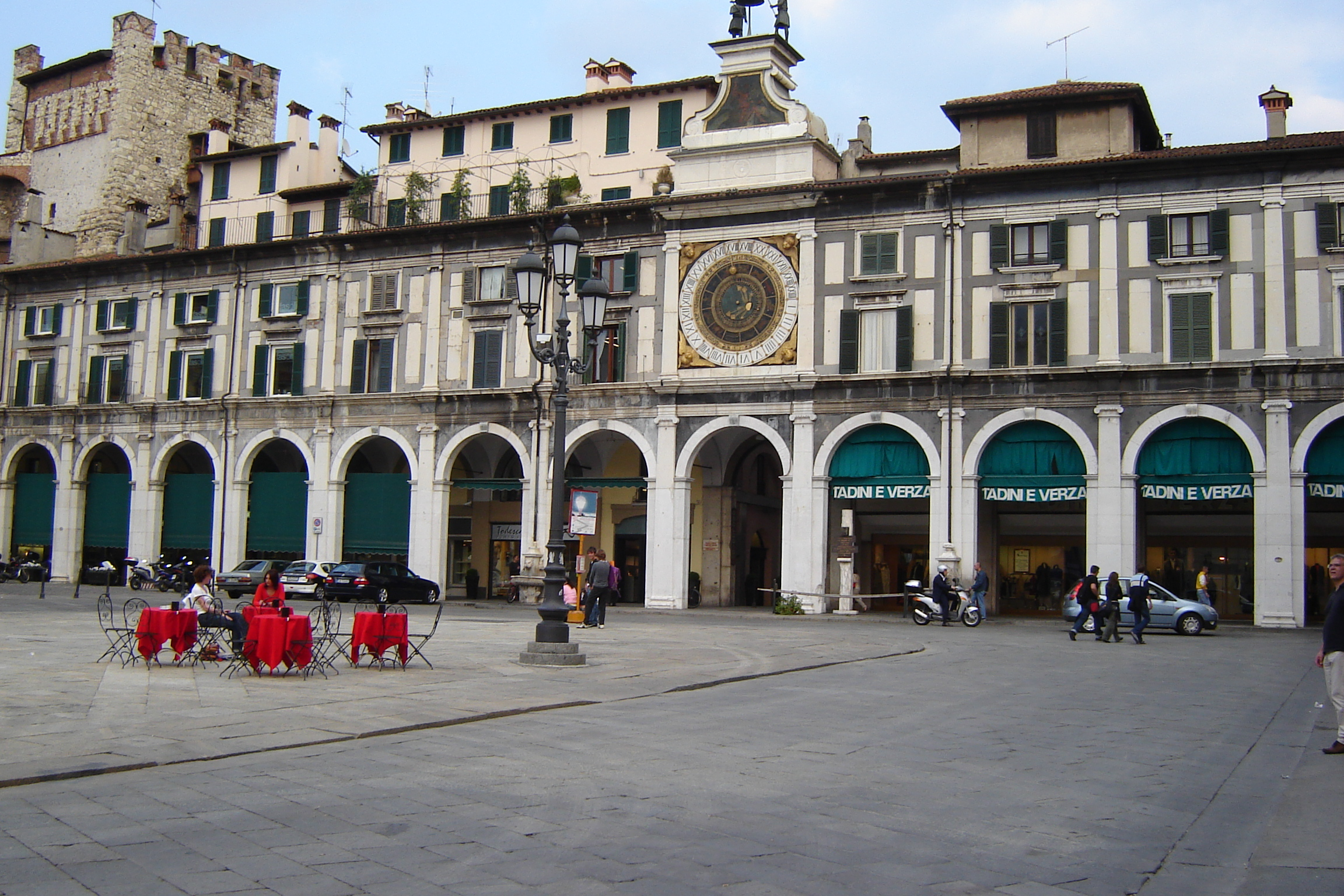
Piazza della Loggia
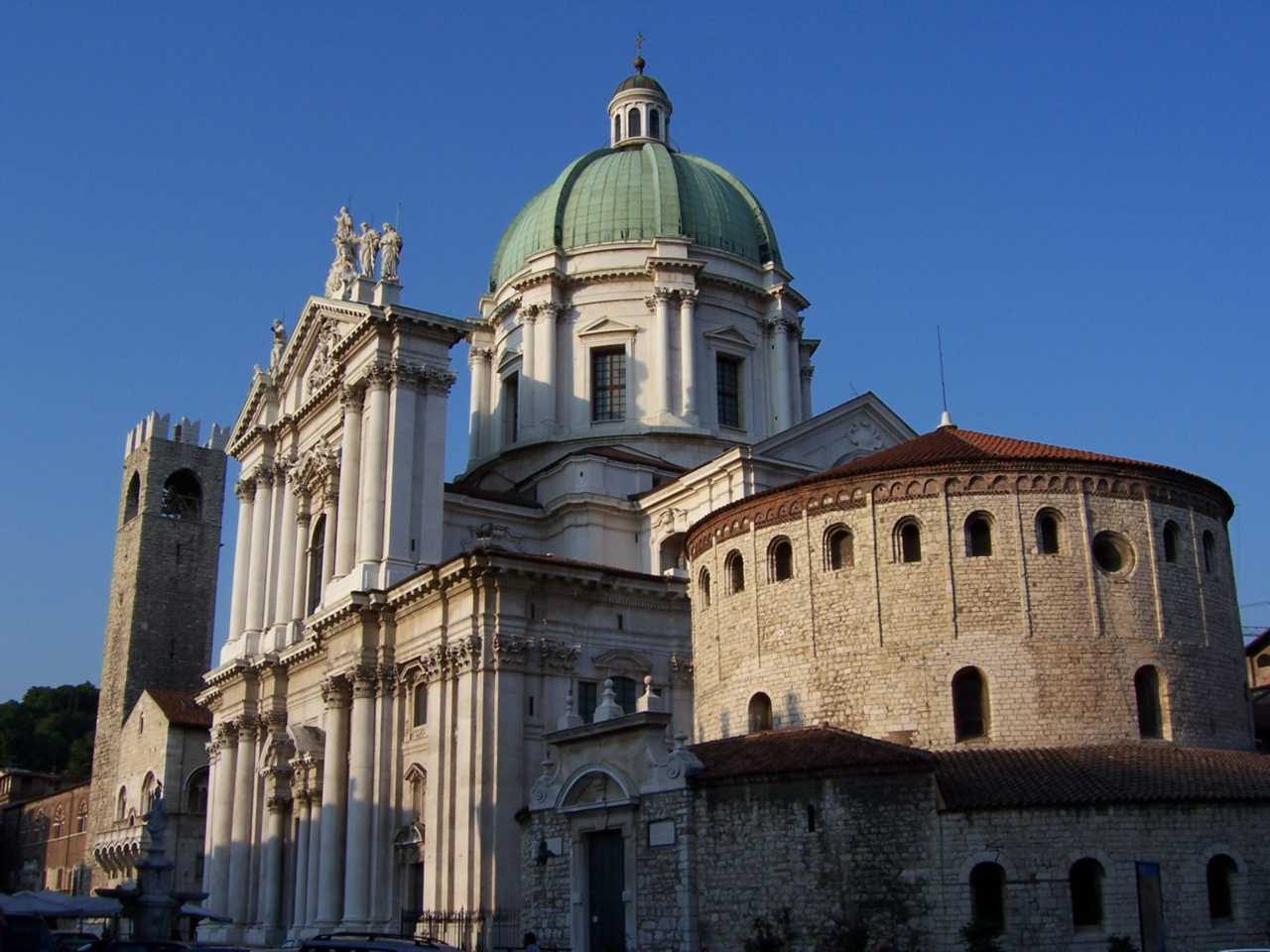
A Duomo Nuovo és a Rotonda
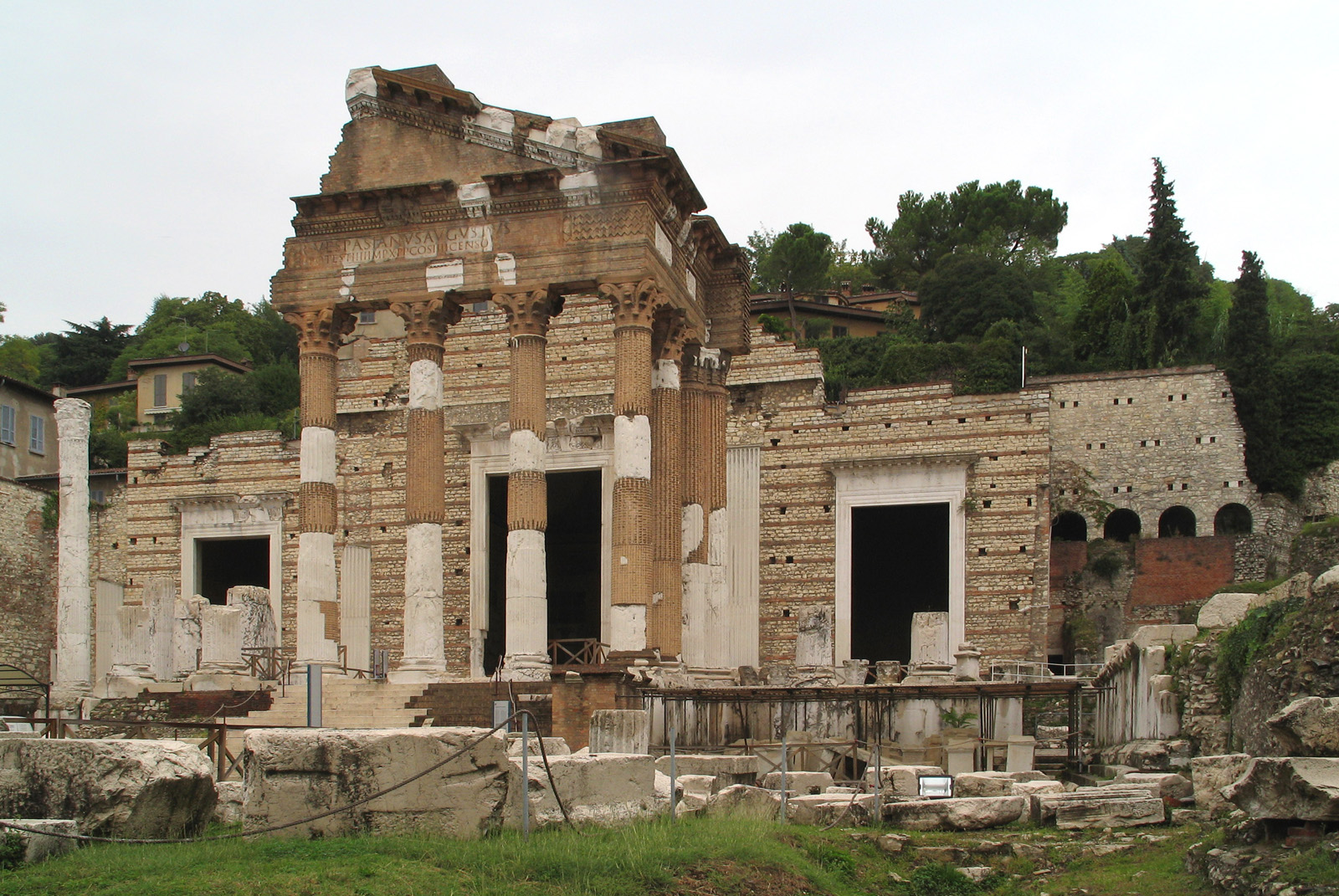
A Capitolium-templom
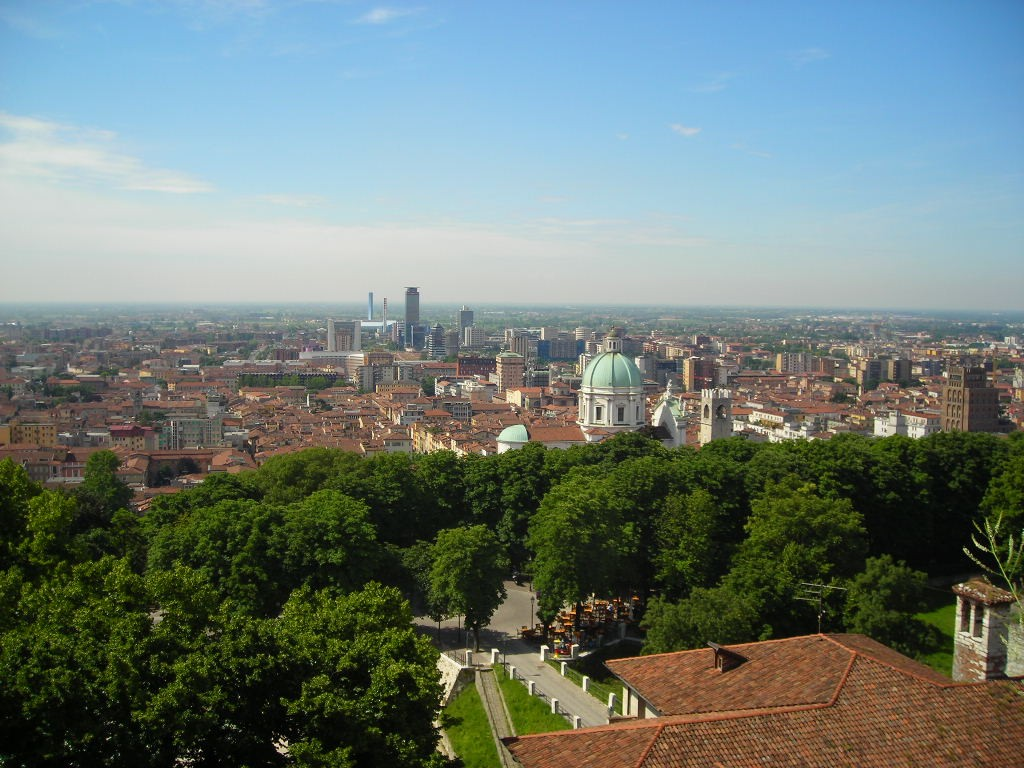
A város látképe a várból

## Sport
Bresciai sportegyesületek:
- Brescia Calcio – labdarúgás
- Ghial Calvisano – rögbi
- Rugby Leonessa 1928 S.r.l. – rögbi
- Brescia Rugby – rögbi
- Systema Leonessa – kézilabda
- Bengals Brescia – amerikai futball
- A.S.D.T.T. Brescia – asztalitenisz
- Acque Paradiso Montichiari – vízilabda

A városból indult és itt ért véget a híres Mille Miglia autós gyorsasági verseny, mely Brescia és Róma között zajlott. A versenyt utoljára 1957-ben rendezték meg.

## Gazdaság
Bresciában alakult meg 1897. április 14-én az első olaszországi ipari egyesület (Associazione Industriale Bresciana (AIB)).
A város iparának jellemző ágazatai a gépgyártóipar, fémfeldolgozóipar, textilipar és élelmiszeripar. A szolgáltatási szektorban jelentősek a pénzügyi vállalkozások. Két bank székhelye található a városban: a Bipop-Carire (ma az Unicredit-csoport tagja) valamint a Banca Lombarda.

## Közlekedés
Bresciát érinti a kelet-nyugat irányú A4-es autópálya, amely összeköti Trieszttel, Velencével, Veronával, Milánóval és Torinóval. Az autópálya déli irányban elágazik Cremona és Piacenza felé.
Bresciában találkozik a Mantovából valamint Ventimigliából érkező vasútvonal a Trieszt–Torino kelet-nyugati vonallal.
A városközponttól 35 km-re fekszik a Brescia-Montichiari repülőtér, melyet 1999. október 25-én adtak át.
A közösségi közlekedést 18 autóbusz-, valamint öt trolibuszvonal bonyolítja le. A város 2013 óta metróval is rendelkezik.

## Híres bresciaiak
- Rothari longobárd király
- Desiderius, longobárd király
- II. Lajos római császár
- Bresciai Arnold, szerzetes
- Albertanus, latin költő

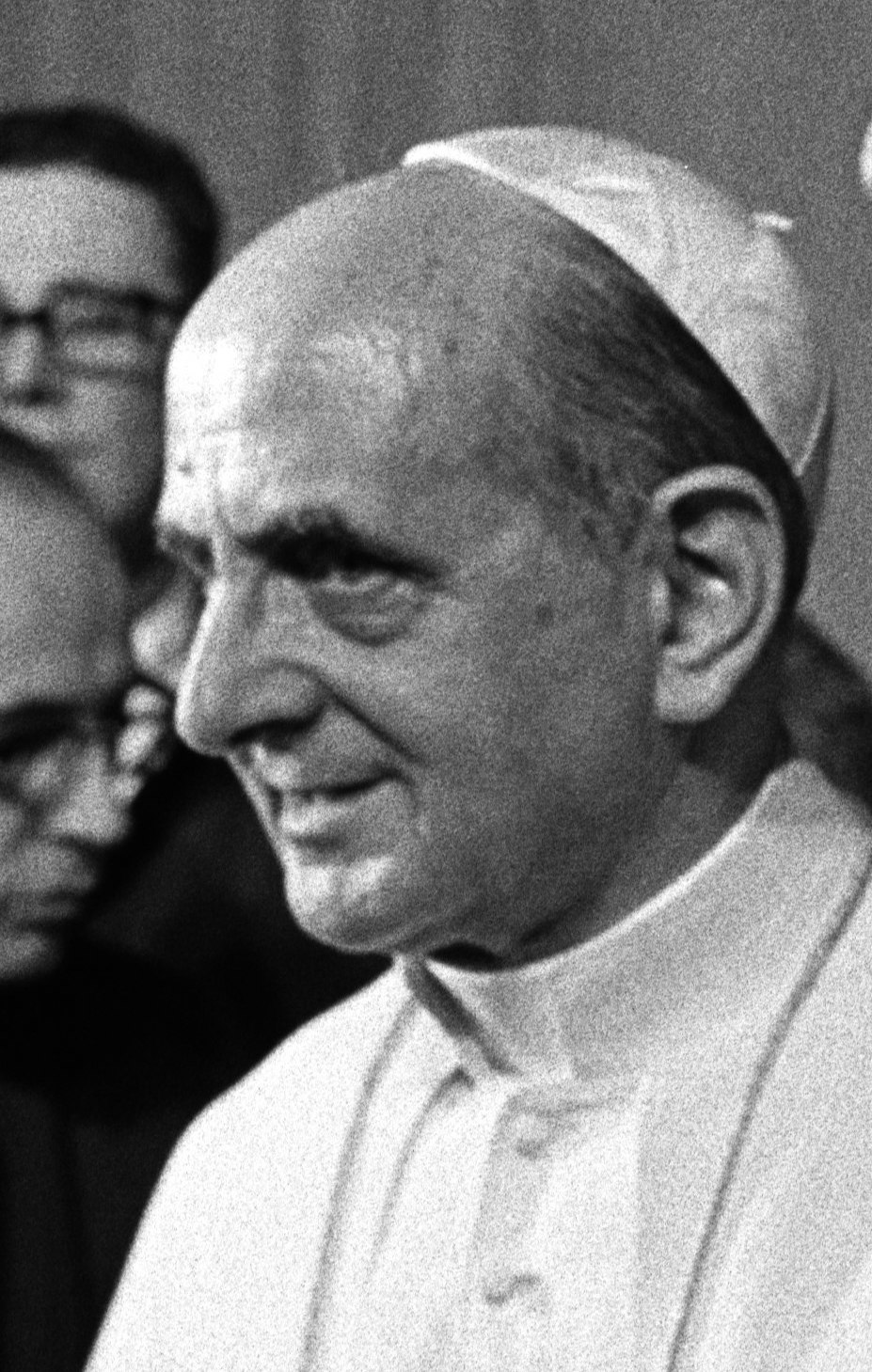
VI. Pál pápa

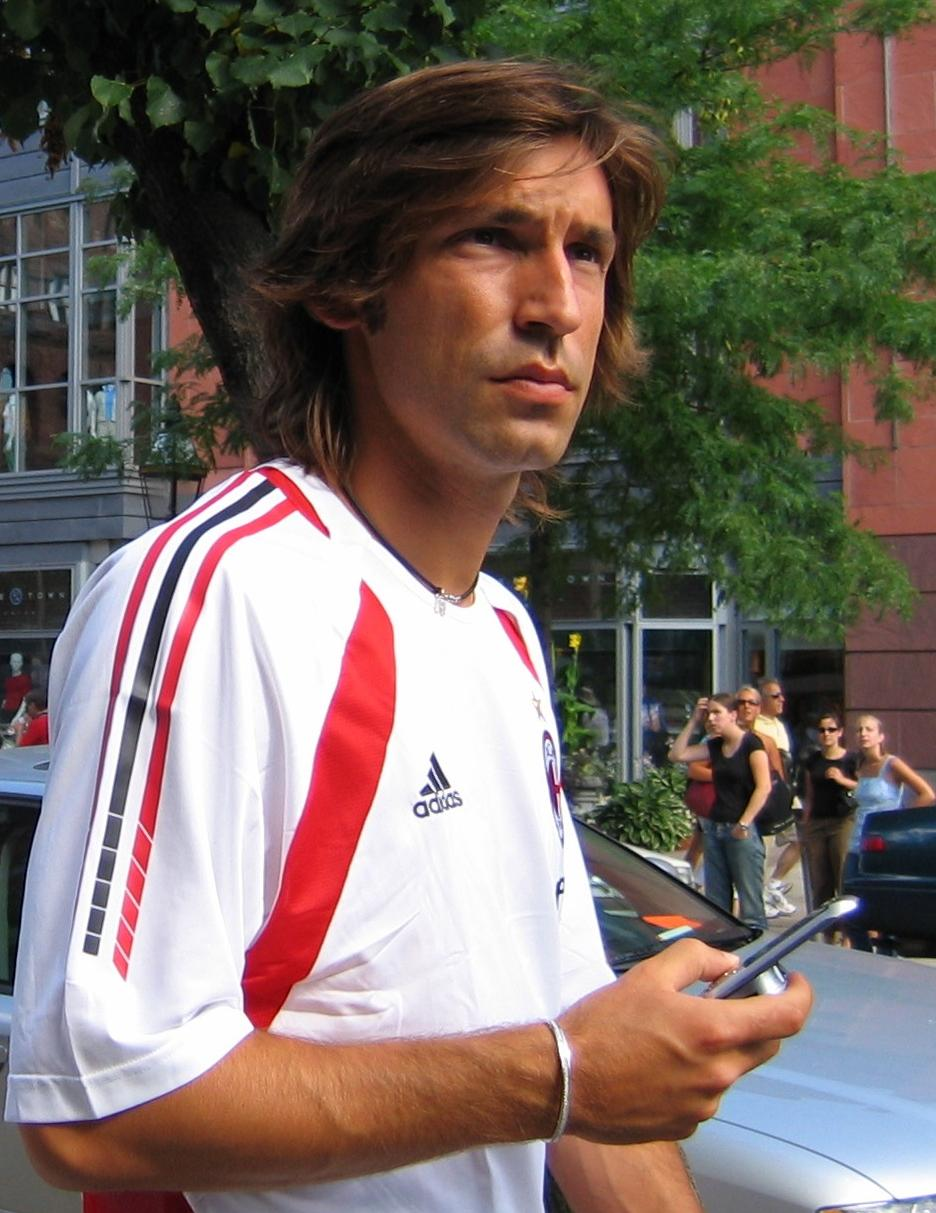
Andrea Pirlo

- Merici Szent Angéla, az Szent Orsolya-rend alapítója
- Veronica Gambara, költő és politikus
- Niccolo Fontana Tartaglia, matematikus
- Benedetto Castelli, matematikus
- Pietro Gnocchi, zeneszerző
- Camillo Golgi, Nobel-díjas patológus
- Giuseppe Zanardelli, politikus, Olaszország miniszterelnöke
- Arturo Benedetti Michelangeli, zongoraművész
- Ezio Marano, színész
- VI. Pál pápa
- Gasparo da Salò, hegedűkészítő mester
- Andrea Pirlo, labdarúgó
- Giacomo Agostini, motorkerékpár-versenyző
- Macro Cassetti, labdarúgó